# Y-League
Y-League (założone jako National Youth League) – piłkarskie rozgrywki młodzieżowe na najwyższym szczeblu w Australii. Liga została założona w 2008 roku i występuje w niej 9 młodzieżowych drużyn z A-League oraz zespół Canberra United Academy. Liga młodzieżowa jest równolegle rozgrywana do rozgrywek A-League. Celem ligi jest stworzenie ścieżki dla młodych zawodników a także umożliwia grę rezerwowym zawodnikom.

## Kluby
| Konferencja A                  |            |             |
| Adelaide United FC             | Adelaide   | 2008 –      |
| Brisbane Roar FC               | Brisbane   | 2008 –      |
| Melbourne City FC              | Melbourne  | 2010 –      |
| Melbourne Victory FC           | Melbourne  | 2008 –      |
| Perth Glory FC                 | Perth      | 2008 –      |
| Konferencja B                  |            |             |
| Central Coast Mariners Academy | Gosford    | 2008 –      |
| Canberra United Academy        | Canberra   | 2017 –      |
| Newcastle United Jets FC       | Newcastle  | 2008 –      |
| Sydney FC                      | Sydney     | 2008 –      |
| Western Sydney Wanderers FC    | Sydney     | 2012 –      |
| Kluby wycofane z rozgrywek     |            |             |
| Gold Coast United FC           | Gold Coast | 2008 – 2011 |
| FFA Centre of Excellence       | Canberra   | 2009 – 2017 |

## Edycje

### Lata 2008–2015
| Sezon     | Sezon zasadniczy          | Sezon zasadniczy | Sezon zasadniczy          | Grand final          | Grand final    | Grand final      |
| Sezon     | I miejsce                 | Punkty           | II miejsce                | Mistrz               | Wynik          | Przegrany        |
| --------- | ------------------------- | ---------------- | ------------------------- | -------------------- | -------------- | ---------------- |
| 2008/2009 | Sydney FC                 | 41-35            | Adelaide United FC        | Sydney FC            | 2-0            | Adelaide United  |
| 2009/2010 | Central Coast Mariners FC | 44-43            | Perth Glory FC            | Gold Coast United FC | 2-1            | Perth Glory FC   |
| 2010/2011 | Gold Coast United FC      | 41-35            | Central Coast Mariners FC | Gold Coast United FC | 5-2            | Brisbane Roar FC |
| 2011/2012 | Central Coast Mariners FC | 36-32            | Brisbane Roar FC          | Nie rozgrywany       | Nie rozgrywany | Nie rozgrywany   |
| 2012/2013 | Melbourne Victory FC      | 37-37            | Central Coast Mariners FC | Nie rozgrywany       | Nie rozgrywany | Nie rozgrywany   |
| 2013/2014 | Sydney FC                 | 41-37            | Newcastle United Jets FC  | Nie rozgrywany       | Nie rozgrywany | Nie rozgrywany   |
| 2014/2015 | Melbourne City FC         | 35-35            | Newcastle United Jets FC  | Nie rozgrywany       | Nie rozgrywany | Nie rozgrywany   |

### Od 2015
| Sezon     | Sezon zasadniczy        | Sezon zasadniczy            | Grand final                 | Grand final | Grand final                 |
| Sezon     | Zwycięzca Konferencji A | Zwycięzca Konferencji B     | Mistrz                      | Wynik       | Przegrany                   |
| --------- | ----------------------- | --------------------------- | --------------------------- | ----------- | --------------------------- |
| 2015/2016 | Adelaide United FC      | Sydney FC                   | Sydney FC                   | 5-2         | Adelaide United FC          |
| 2016/2017 | Melbourne City FC       | Sydney FC                   | Melbourne City FC           | 3-2         | Sydney FC                   |
| 2017/2018 | Melbourne City FC       | Western Sydney Wanderers FC | Western Sydney Wanderers FC | 3-1         | Melbourne City FC           |
| 2018/2019 | Brisbane Roar FC        | Western Sydney Wanderers FC | Brisbane Roar FC            | 3-1         | Western Sydney Wanderers FC |